# Шрейн Марта Альбертівна
Марта Албертівна Шрейн (нар. 21 квітня 1938, в селі Листвянка, Куйбишевський (тепер Розівський) район Запорізької області) — російськомовна письменниця німецького походження.
У 1941 році, у віці трьох років, у складі інших сімей німецького походження, виселена, в казахстанський степ. У віці п'яти років залишилася круглою безпритульною сиротою. Після закінчення другої світової війни поміщена в Дитячий будинок спеціального призначення, для дітей репресованих батьків. Працювала де доведеться, потім багато років у комісії у справах неповнолітніх
У 1980-х газета «Неделя» (Додаток до газети «Известия») запропонувала їй співпрацю.

## Творчість
- Роман «Еріка» — написаний в 1987. Вперше надрукований в 1998 в Україні. В 2005 виданий накладом 10 000 харківським видавництвом Книжковий клуб «Клуб сімейного дозвілля».
- Роман «Золотий медальйон».